# Cantone di Ducos
Il cantone di Ducos è una divisione amministrativa situato nel dipartimento e regione della Martinica.

## Comuni
- Ducos